# Inas Mustafa Jusuf
Inas Mustafa Jusuf Chourszed Ahmed (arab. إيناس مصطفى يوسف; ur. 1 stycznia 1989) – egipska zapaśniczka walcząca w stylu wolnym. Dwukrotna olimpijka. Zajęła piąte miejsce w Rio de Janeiro 2016 w kategorii 69 kg i czternaste w Tokio 2020 w kategorii 68 kg.
Ósma na mistrzostwach świata w 2015. Złota medalistka igrzysk afrykańskich w 2015. Siedmiokrotna medalistka mistrzostw Afryki w latach 2009 - 2015. Srebrna medalistka wojskowych mistrzostw świata w 2014 i mistrzostw śródziemnomorskich w 2010 roku.